# Église Saint-Étienne de Seltz
L'église Saint-Étienne est un monument historique situé à Seltz, dans le département français du Bas-Rhin.

## Localisation
Ce bâtiment est situé à Seltz.

## Historique
L'édifice fait l'objet d'une inscription au titre des monuments historiques depuis 2006. Il a eu la particularité d'être affecté plusieurs fois à trois confessions chrétiennes : catholique (jusqu'en 1559, de 1622 à 1648, puis de 1684 à nos jours), réformée (de 1559 à 1576 puis de 1648 à 1684) et luthérienne (en 1559 et de 1576 à 1583).

## Architecture

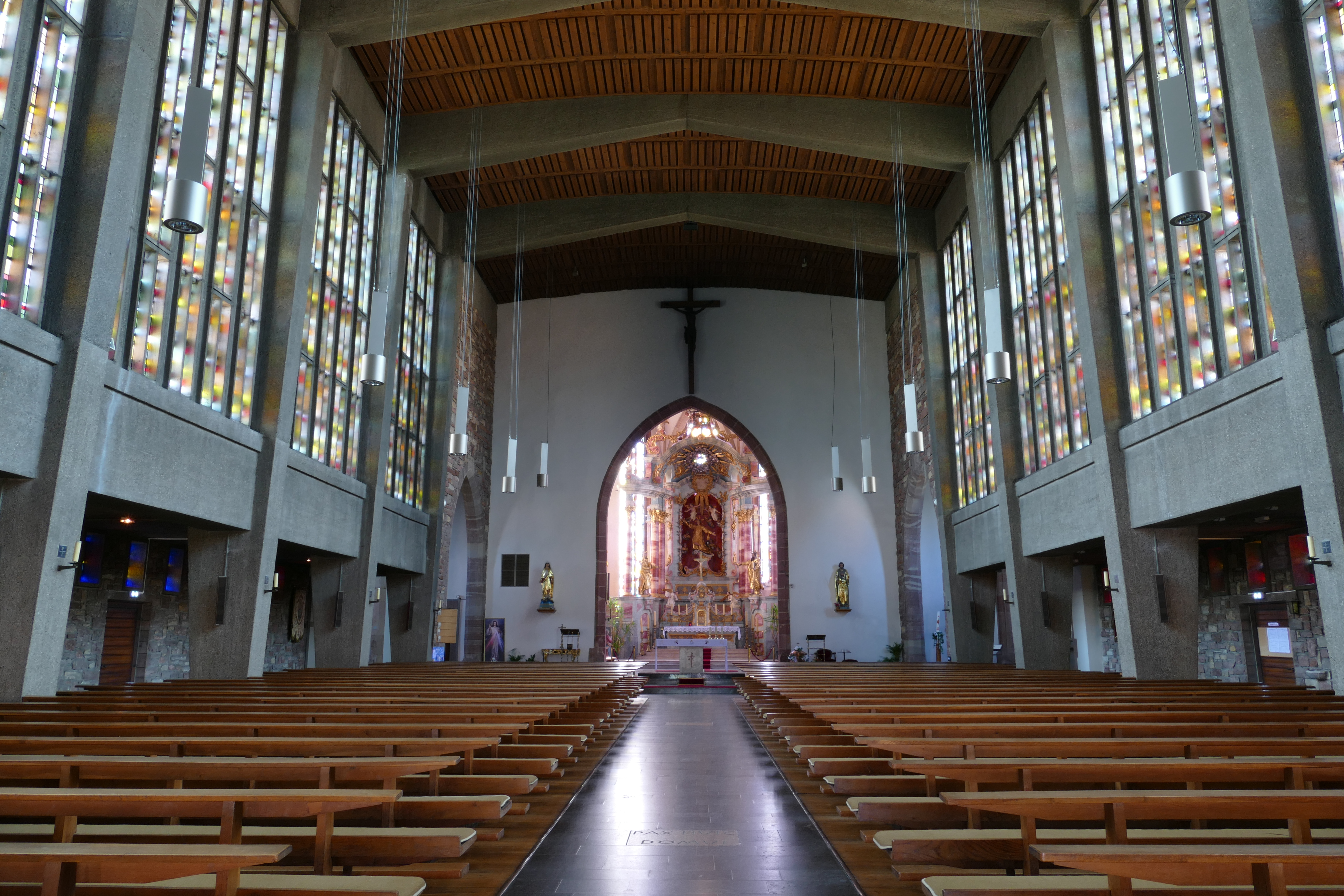
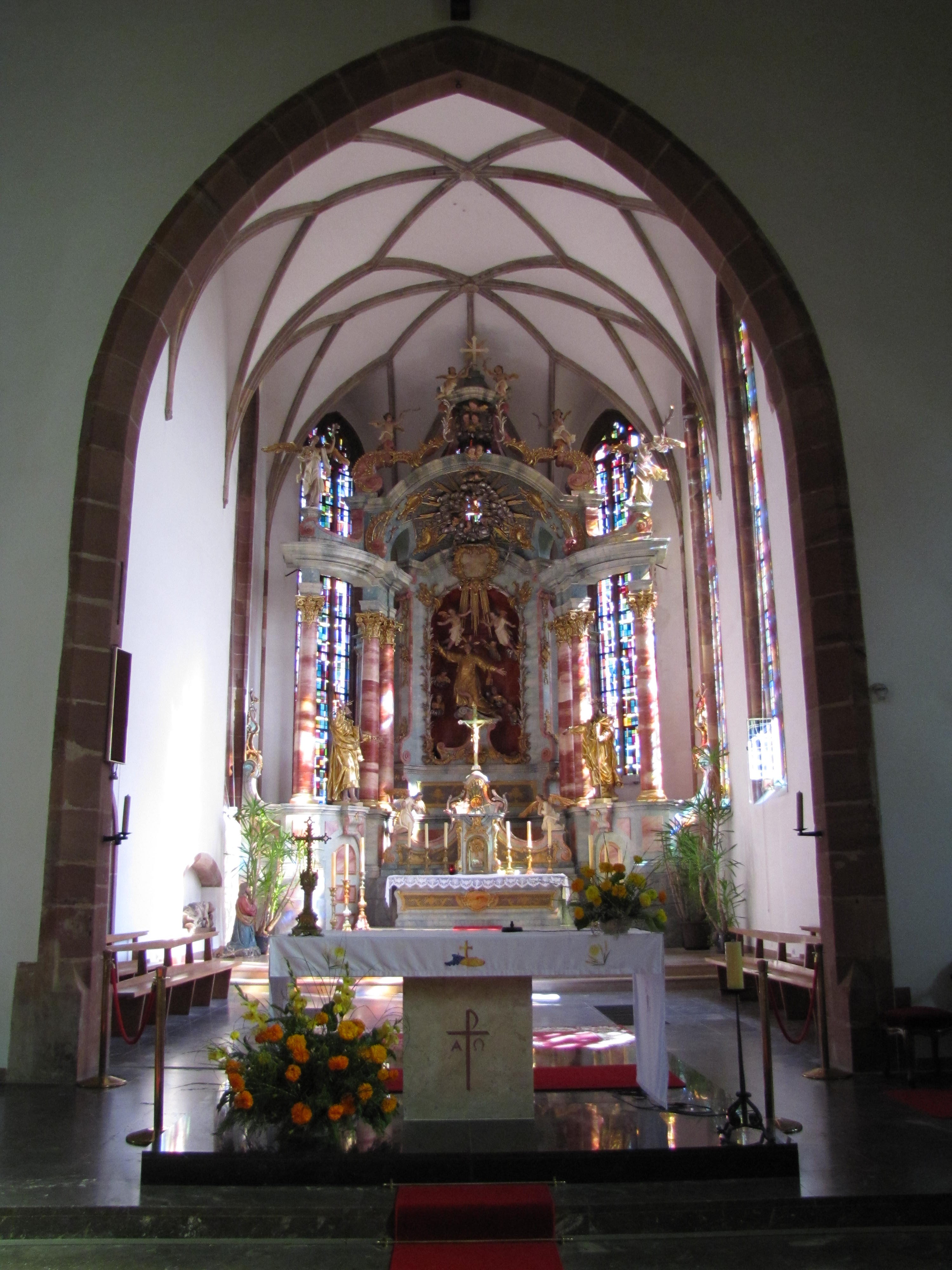
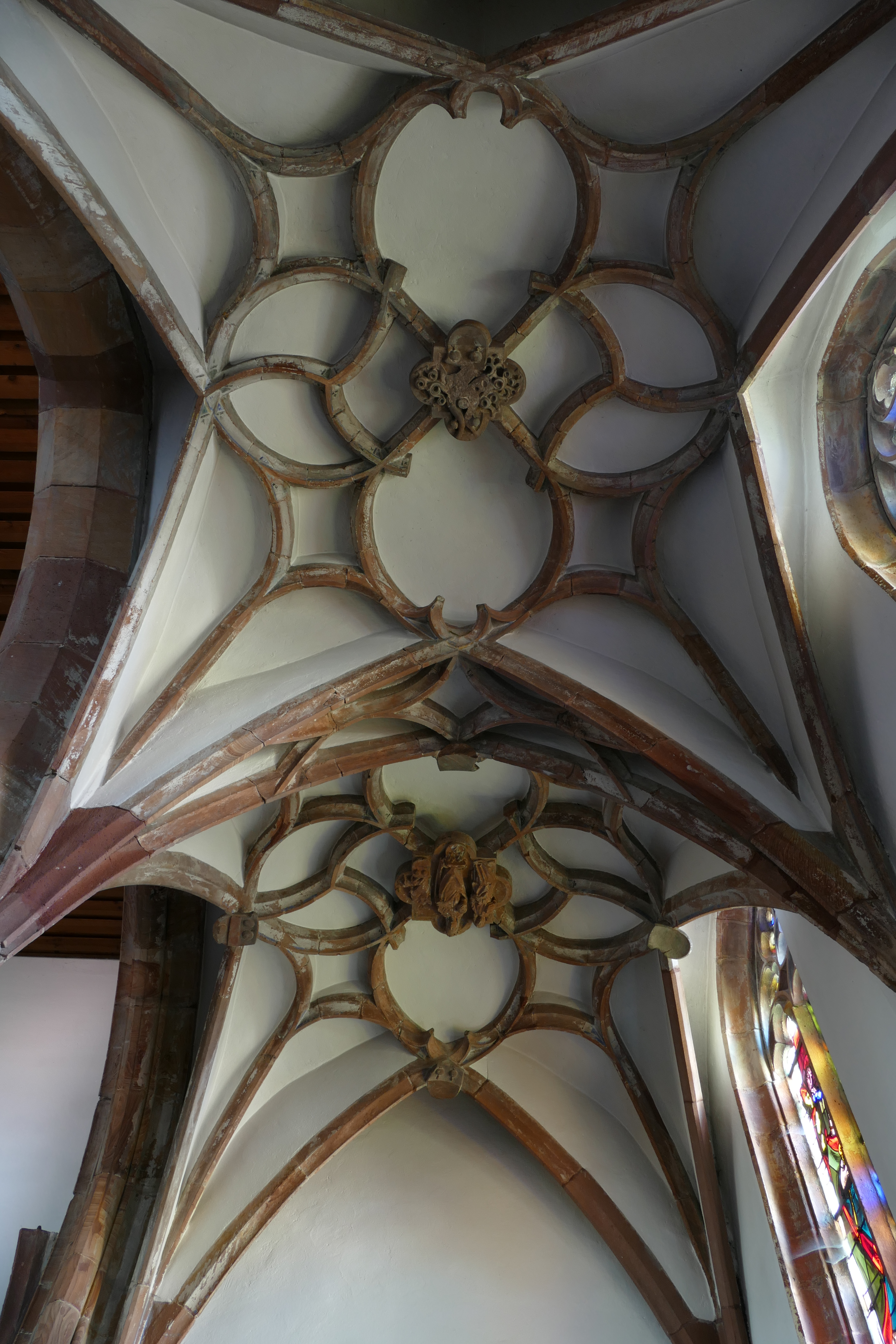
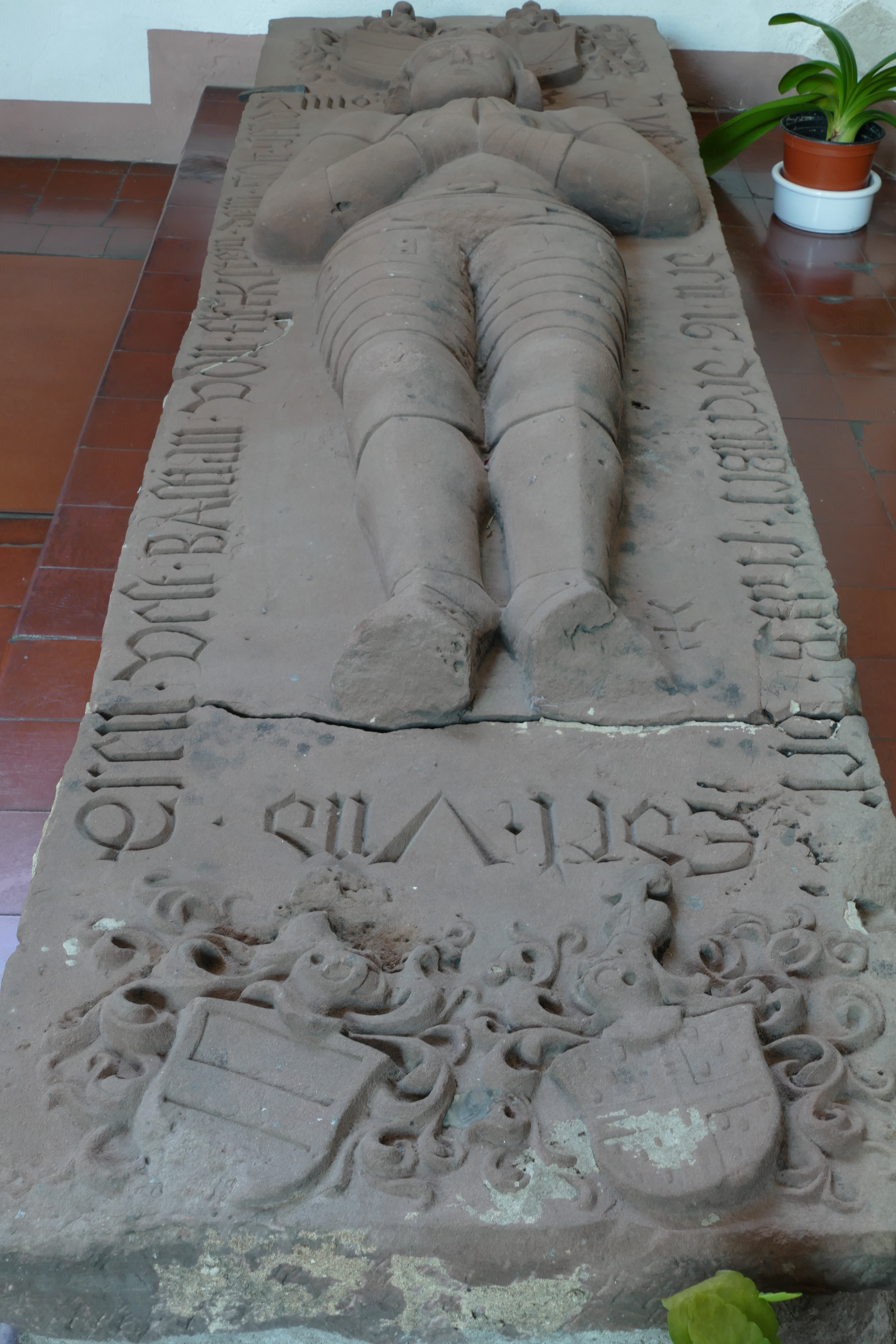